# Cham Karteh
Cham Karteh (persiska: چم کرته) är en ort i Iran.   Den ligger i provinsen Khuzestan, i den centrala delen av landet, 600 km söder om huvudstaden Teheran. Cham Karteh ligger 69 meter över havet och antalet invånare är 286.
Terrängen runt Cham Karteh är platt åt sydväst, men åt nordost är den kuperad.Runt Cham Karteh är det ganska tätbefolkat, med 62 invånare per kvadratkilometer. Närmaste större samhälle är Longīr-e Vosţá, 5,7 km sydost om Cham Karteh. Omgivningarna runt Cham Karteh är i huvudsak ett öppet busklandskap.